# ناتان فیلیون
ناتان فیلیون (انگلیسی: Nathan Fillion؛ زاده ۲۷ مارس ۱۹۷۱) هنرپیشه اهل کانادا است. وی از سال ۱۹۹۳ میلادی تاکنون مشغول فعالیت بوده‌است.
از فیلم‌هایی که وی در آن نقش داشته‌است، می‌توان به نجات سرباز رایان، پرسی جکسون و المپ‌نشینان: دریای هیولاها، انفجاری از گذشته، خزیدن، پیشخدمت و بیگانه ساکن اشاره کرد.